# Mestosoma mixtum
Mestosoma mixtum är en mångfotingart som först beskrevs av Kraus 1956.  Mestosoma mixtum ingår i släktet Mestosoma och familjen orangeridubbelfotingar. Inga underarter finns listade i Catalogue of Life.